# Frank de Jonge
Frank de Jonge (Den Haag, 25 januari 1951 - Bussum, 12 juni 2009) was een Nederlands televisieproducent.

## Biografie
De Jonge groeide op in Den Haag. Na de middelbare school en een vervolgstudie ging hij in 1981 werken voor het ministerie van Binnenlandse Zaken als personeelsmanager. Daarna werd hij zakelijk leider van Noordelijk Theater De Voorziening en kwam in 1991 te werken bij de VARA als directeur van drama, cultuur, amusement en jeugd.

## Televisiecarrière
Hij werd in 1998 directeur van IDTV. Hij verzorgde producties voor Lingo, Wie is de Mol?, en de film De tweeling en 't Vrije Schaep en Festival Classique.
De Jonge stierf in 2009 na een ziekbed op 58-jarige leeftijd.